# سیل بزرگ ایران
سیل بزرگ ایران یک حادثهٔ سیل فاجعه‌بار بود که در ۱۷ اوت ۱۹۵۴ در ایران رخ داد. این حادثه یکی از مرگبارترین سیل‌ها در تاریخ است که تعداد تلفات آن از ۲٬۰۰۰ تا ۱۰٬۰۰۰ نفر تخمین زده می‌شود. اداره ملی اقیانوسی و جوی این فاجعه را به‌عنوان یکی از مهم‌ترین رویدادهای آب و هوایی در جهان در قرن بیستم رتبه‌بندی کرده‌است.

## تلفات
در ابتدا، نیویورک تایمز، روزنامهٔ آمریکایی مستقر در شهر نیویورک، گزارش داد که ۲٬۰۰۰ نفر در این فاجعه کشته شده‌اند. برخی منابع متأخر ادعا می‌کنند که بیش از ۱۰٬۰۰۰ نفر در نتیجهٔ این سیل کشته شده‌اند. با این حال، بیشتر منابع مربوط به آن دوران، تعداد قربانیان را حدود ۲٬۰۰۰ نفر ذکر می‌کنند.